# Нгава-Тибетско-Цянский автономный округ
Нгава-Тибетско-Цянский автономный округ (кит. упр. 阿坝藏族羌族自治州, пиньинь Ābà Zàngzú Qiāngzú Zìzhìzhōu, тиб. རྔ་བ་བོད་རིགས་ཆ་བ༹ང་རིགས་རང་སྐྱོང་ཁུལ་) находится на северо-западе китайской провинции Сычуань, в районе стыка границ провинций Сычуань, Ганьсу и Цинхай; площадь — 83 002 км², население — 822 тыс. человек (перепись 2020 года). Административный центр — Баркам.

## География
Значительная часть автономного округа лежит в границах тибетского культурно-исторического региона Амдо, на восточной оконечности Тибетского плато. Основными горными системами являются хребты Миньшань и Цюнлайшань. Также в Нгава расположена обширная степь Жоэргай. Округ подвержен частым землетрясениям и оползням. 
В уезде Нгава находятся истоки рек Миньцзян и Дадухэ, в уезде Сунгчу — реки Фуцзян.

### Животный мир
В горных лесах округа обитают большая панда и рокселланов ринопитек. Национальный природный заповедник Жоэргай является местом обитания черношейных журавлей, лебедей-кликунов и горных гусей.

## История
В эпоху империй Хань и Цзинь в регионе уже существовали поселения с каменными зданиями, металлические инструменты и художественная керамика. 
В 1950 году был создан Специальный район Маосянь (茂县专区), в который вошло 6 уездов: Маосянь, Вэньчуань, Лисянь, Маогун, Цзинхуа и Сунгчу. В 1953 году Специальный район Маосянь был преобразован в Тибетский автономный район провинции Сычуань (四川省藏族自治区), при этом из уезда Сунгчу был выделен уезд Наньпин, уезд Маогун был переименован в Дзэнлха, уезд Цзинхуа — в Дацзинь, были созданы уезды Нгава, Лухуа и Дзёгё. В 1954 году уезд Лухуа был переименован в Хэйшуй.
В 1955 году была расформирована провинция Сикан, а её территория была присоединена к провинции Сычуань; так как в провинции Сикан также имелся Тибетский автономный район, то Тибетский автономный район провинции Сычуань был преобразован в Нгава-Тибетский автономный округ (阿坝藏族自治州). В 1956 году были образованы уезды Баркам и Чосыцзя (绰斯甲县). В 1958 году правительство Нгава-Тибетского автономного округа переехало в Баркам; был создан уезд Дзамтанг; уезды Вэньчуань, Маосянь и часть уезда Лисянь были объединены в Маовэнь-Цянский автономный уезд (茂汶羌族自治县). В 1959 году уезд Наньпин был вновь присоединён к уезду Сунгчу, а уезд Дацзинь был переименован в Чучен.
В 1960 году уезд Лисянь был расформирован, а из его территории и части уезда Нгава был образован уезд Хунъюань. В 1963 году уезды Лисянь и Вэньчуань были воссозданы на основе частей, вошедших в состав Маовэнь-Цянского автономного уезда; также был воссоздан уезд Наньпин. В 1987 году Нгава-Тибетский автономный округ был переименован в Нгава-Тибетско-Цянский автономный округ, а Маовэнь-Цянский автономный уезд вновь стал уездом Маосянь.
В 1998 году уезд Наньпин был переименован в Цзючжайгоу. Округ пострадал во время Сычуаньского землетрясения 2008 года, в результате которого погибли более 20 тыс. его жителей, около 45 тыс. получили ранения. В 2015 году в соответствии с постановлением Госсовета КНР уезд Баркам был преобразован в городской уезд.

## Население

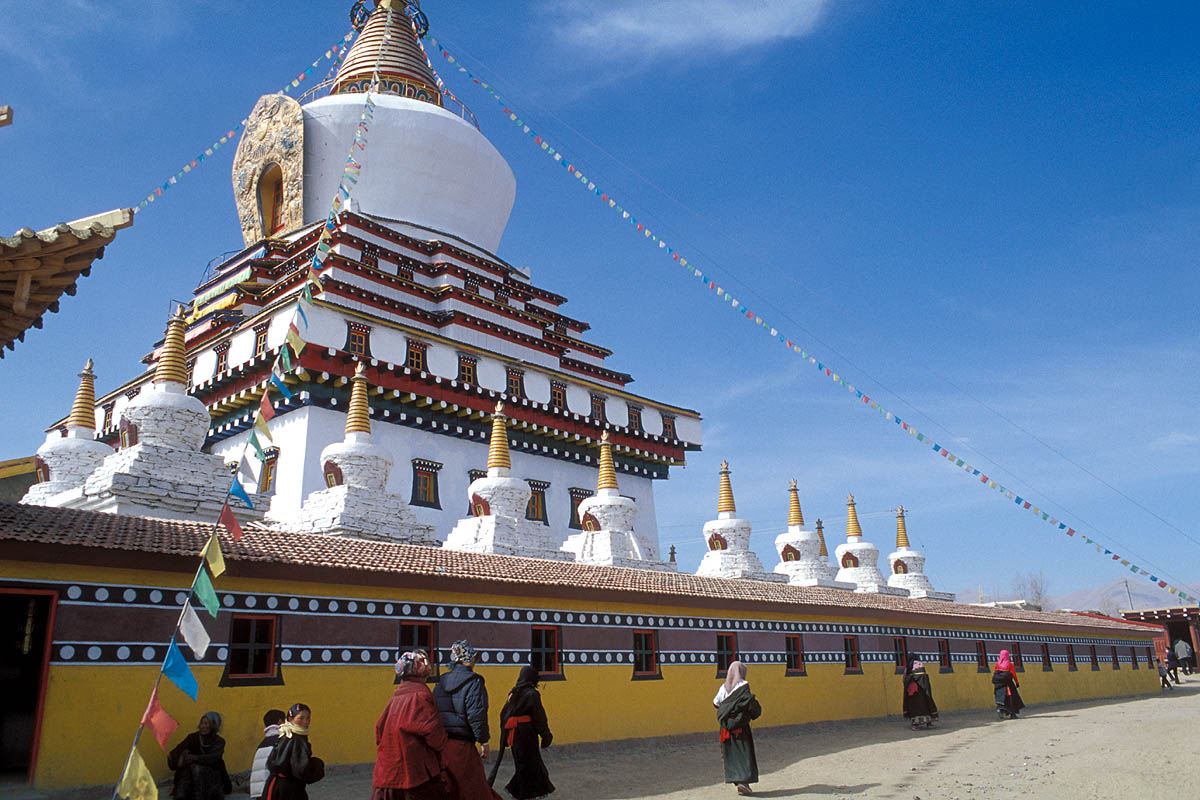
Ступа монастыря Кирти-Гомпа

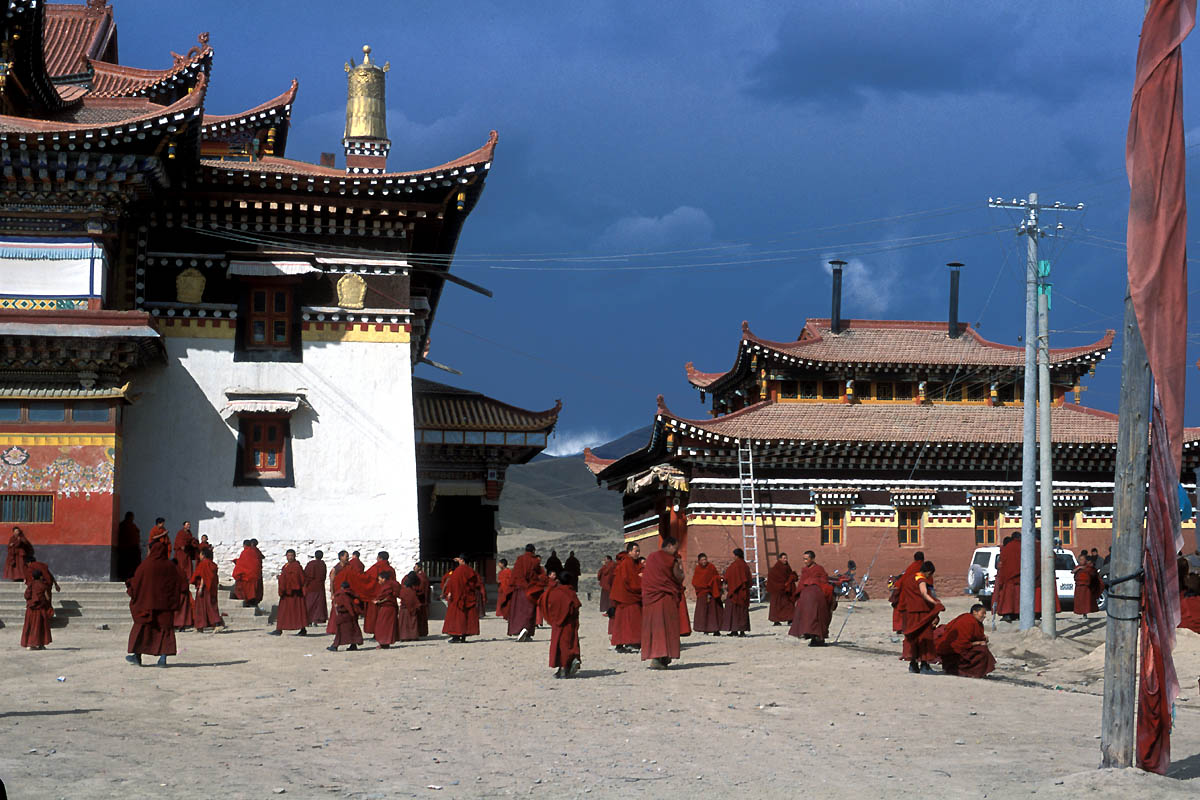
Монастырь Нарши-Гомпа

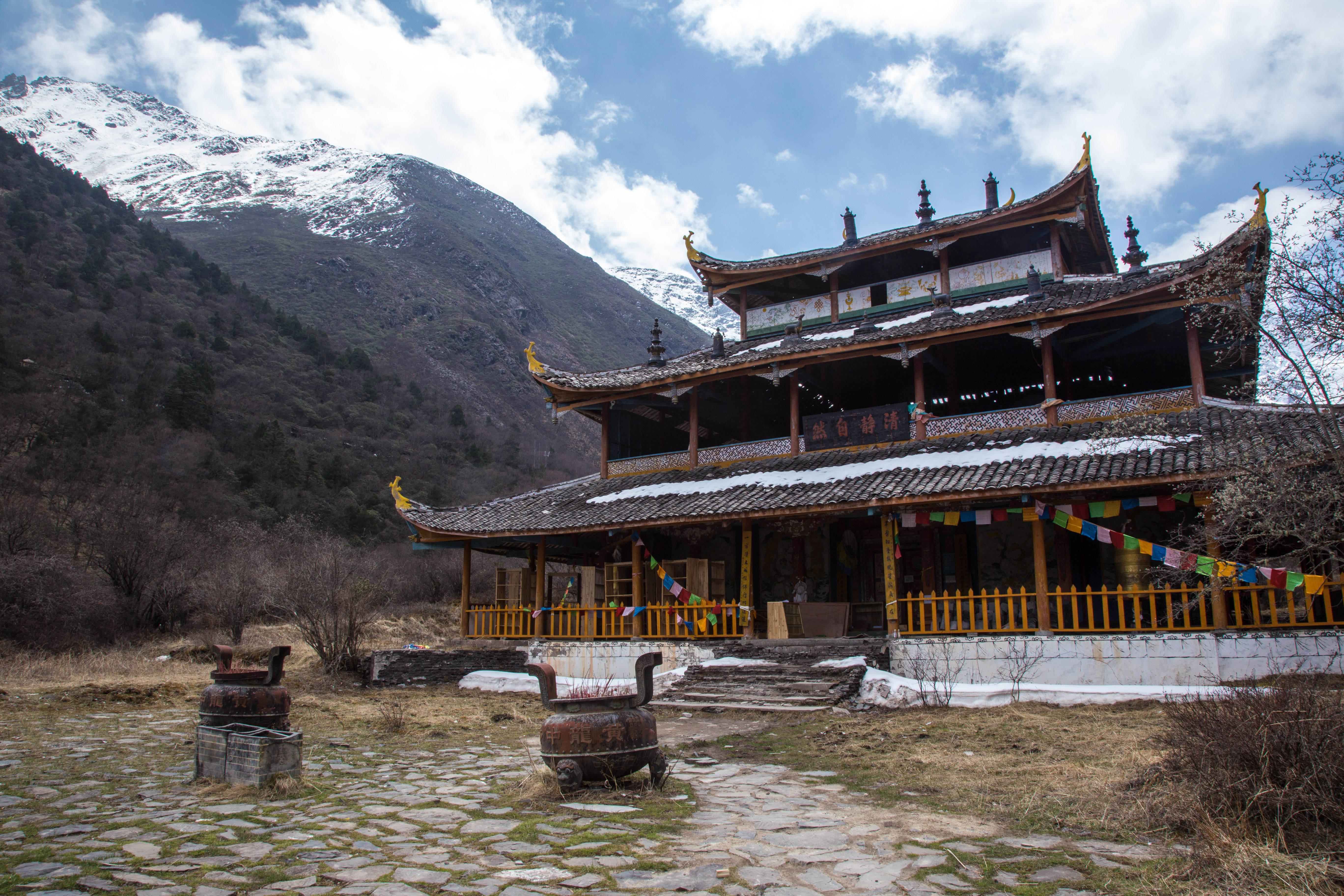
Буддийский храм в Хуанлуне

Ханьцы преобладают в городах, тибетцы и цяны — в сельской местности. В западной части округа проживают гьялронги. В округе распространены следующие языки и диалекты: тибетский, цянский (в том числе южно-цянский и северо-цянский), севернокитайский и байма.
Тибетцы исповедуют тибетский буддизм и религию бон. В округе имеется несколько десятков мужских и женских тибетских монастырей, тысячи храмов, ступ и различных святилищ. Тибетские монахи принадлежат преимущественно к школам Гелугпа и Джонанг.
В 2020 году в округе жило 822 587 человек.
| Национальность | Численность | Процент |
| -------------- | ----------- | ------- |
| Тибетцы        | 455 238     | 53,72 % |
| Китайцы        | 209 270     | 24,69 % |
| Цяны           | 154 905     | 18,28 % |
| Хуэйцзу        | 26 353      | 3,11 %  |
| Маньчжуры      | 373         | 0,04 %  |
| Мяо            | 266         | 0,03 %  |
| И              | 205         | 0,02 %  |
| Монголы        | 202         | 0,02 %  |
| Туцзя          | 182         | 0,02 %  |
| Бай            | 101         | 0,01 %  |
| Чжуаны         | 95          | 0,01 %  |
| прочие         | 278         | 0,03 %  |

Среди тибетцев, особенно монахов, имеется недовольство культурной ассимиляцией со стороны китайских властей. Сотрудники полиции и спецслужб строго следят за оппозиционно настроенными тибетскими монахами и интеллигенцией с помощью многочисленных видеокамер и пунктов пропуска. Под тотальным контролем находятся телекоммуникации, мобильные приложения и интернет-сайты. Во многих школах китайские власти переводят обучение детей с тибетского языка на путунхуа.

## Административно-территориальное деление
Нгава-Тибетско-Цянский автономный округ делится на 1 городской уезд и 12 уездов:
| Карта | Карта       | Карта     | Карта           | Карта            | Карта                   | Карта                   | Карта         | Карта                      |
| ----- | ----------- | --------- | --------------- | ---------------- | ----------------------- | ----------------------- | ------------- | -------------------------- |
|       |             |           |                 |                  |                         |                         |               |                            |
| #     | Название    | Иероглифы | Пиньинь         | Тибетское письмо | Вайли                   | Население (2020, прим.) | Площадь (км²) | Плотность населения (/км²) |
| 1     | Баркам      | 马尔康市  | Mǎ'ěrkāng shì   | འབར་ཁམས་གྲོང་ཁྱེར།   | 'bar khams grong khyer  | 58 390                  | 6625,81       | 8,8                        |
| 2     | Вэньчуань   | 汶川县    | Wènchuān xiàn   | ཝུན་ཁྲོན་རྫོང་།       | wun khron rdzong        | 82 971                  | 4084,33       | 20,3                       |
| 3     | Лисянь      | 理县      | Lǐ xiàn         | ལིས་རྫོང་།          | lis rdzong              | 36 926                  | 4318,19       | 8,6                        |
| 4     | Маосянь     | 茂县      | Mào xiàn        | མའོ་རྫོང་།          | ma’o rdzong             | 95 361                  | 3897,43       | 24,5                       |
| 5     | Сунгчу      | 松潘县    | Sōngpān xiàn    | ཟུང་ཆུ་རྫོང་།        | zung chu rdzong         | 66 937                  | 8341,49       | 8,0                        |
| 6     | Цзючжайгоу  | 九寨沟县  | Jiǔzhàigōu xiàn | གཟི་རྩ་སྡེ་དགུ་རྫོང་།   | gzi rtsa sde dgu rdzong | 66 055                  | 5 287,68      | 12,5                       |
| 7     | Чучен       | 金川县    | Jīnchuān xiàn   | ཆུ་ཆེན་རྫོང་།        | chu chen rdzong         | 58 068                  | 5354,58       | 10,8                       |
| 8     | Дзэнлха     | 小金县    | Xiǎojīn xiàn    | བཙན་ལྷ་རྫོང་།       | btsan lha rdzong        | 64 813                  | 5564,80       | 11,7                       |
| 9     | Хэйшуй      | 黑水县    | Hēishuǐ xiàn    | ཁྲོ་ཆུ་རྫོང་།         | khro chu rdzong         | 44 564                  | 4141,64       | 10,8                       |
| 10    | Дзамтанг    | 壤塘县    | Rǎngtáng xiàn   | འཛམ་ཐང་རྫོང་།      | 'dzam thang rdzong      | 44 679                  | 6640,22       | 6,7                        |
| 11    | Нгава (Аба) | 阿坝县    | Ābà xiàn        | རྔ་བ་རྫོང་།         | rnga ba rdzong          | 80 467                  | 10 125,06     | 8,0                        |
| 12    | Дзёге       | 若尔盖县  | Ruò'ěrgài xiàn  | མཛོད་དགེ་རྫོང་།      | mdzod dge rdzong        | 76 712                  | 10 325,50     | 7,4                        |
| 13    | Хунъюань    | 红原县    | Hóngyuán xiàn   | རྐ་ཁོག་རྫོང་།        | rka khog rdzong         | 46 644                  | 8295,67       | 5,6                        |

## Экономика

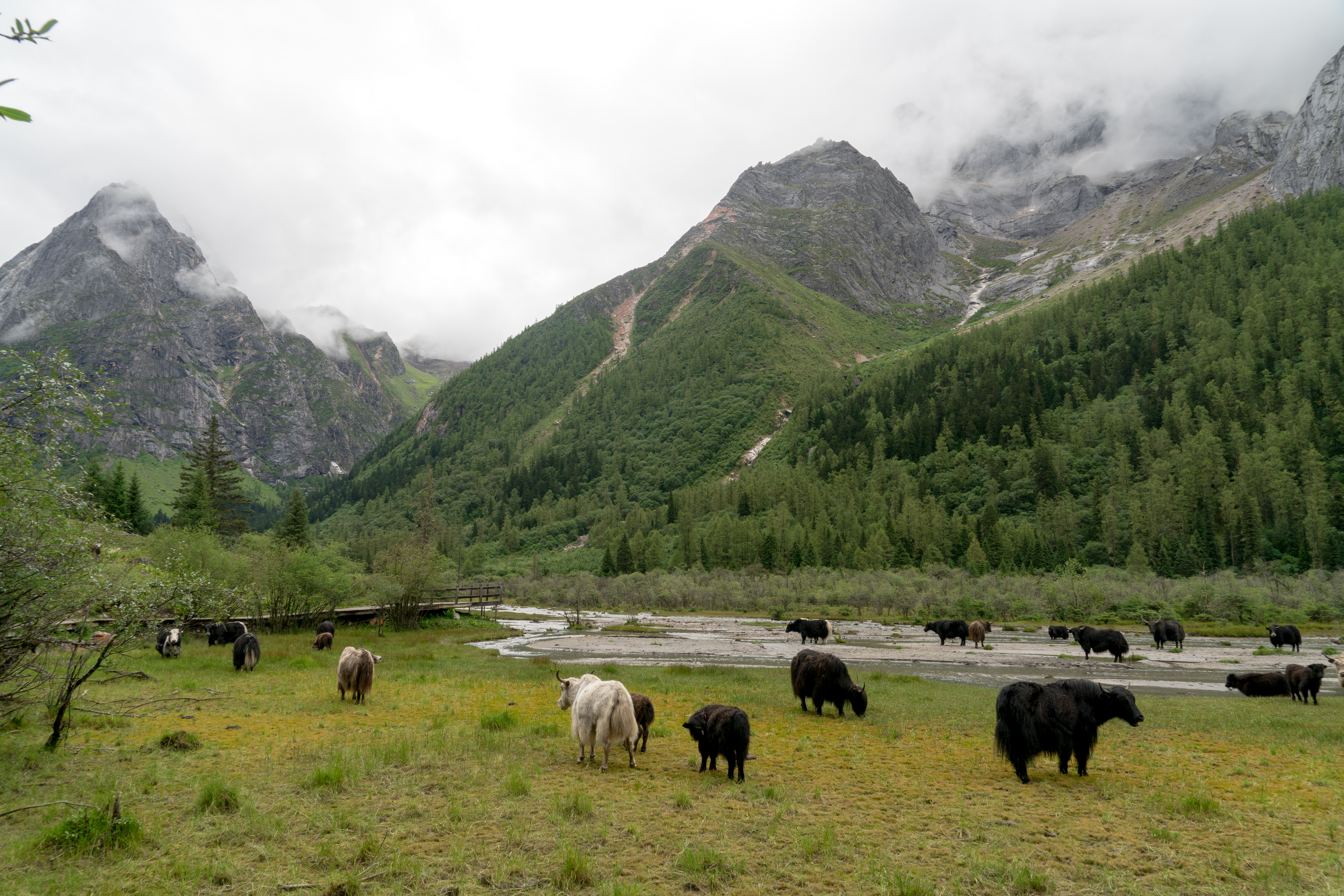
Пастище яков

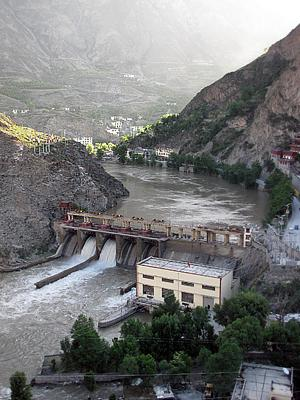
ГЭС в Дзэнлха

В округе развиты пастбищное животноводство (особенно яки и коровы), добыча полезных ископаемых, производство мясных и молочных продуктов, шерстяных тканей, стройматериалов, химикатов, лекарств, металлов и электроники. На горных реках построено несколько крупных и средних гидроэлектростанций, в том числе ГЭС Шуанцзянкоу. После землетрясения 2008 года ведётся масштабное жилищное и инфраструктурное строительство, особенно дорог, мостов, туннелей, линий электропередач, школ и больниц.  
В Нгава расположены рудники Jinchuan Aoyinuo Mining (добыча сподумена и полиметаллов), Jiuzhaigou Manaoke Gold Mine Development и Zijin Mining Group (золото), химические заводы Sichuan Minjiang Electrochemicals, Wenchuan Shunfa Dianrong Smelting и Aba Hengding Liyan, завод электроники Lidun Electronic Technology, фармацевтическая фабрика Zhou Pharmaceutical, завод алкогольных напитков Songpan Anhong Wine, цементные заводы Zhongtian Cement Products и Zhaodi Cements.
В сфере розничной торговли до сих пор преобладают базары, семейные магазины и уличные торговцы, хотя в крупных населённых пунктах появляются сетевые супермаркеты и рестораны. Вокруг популярных туристических локаций работают улицы сувенирных магазинов.  

### Туризм
На туризм приходится более 70 % ВРП округа. На территории автономии находятся:
- Национальный парк Цзючжайгоу с системой многоуровневых водопадов и живописных озёр; занесён в список Всемирного природного наследия ЮНЕСКО.
- Ландшафтный заповедник Хуанлун с системой водопадов, цветных озёр и травертиновых террас; занесён в список Всемирного природного наследия ЮНЕСКО.
- Национальный парк горы Сыгуняншань с живописными речными долинами; занесён в список Всемирного природного наследия ЮНЕСКО.
- Национальный природный заповедник Вэньчуань-Волун с исследовательским центром большой панды.
- Национальный природный заповедник Жоэргай славится своей степью, озёрами и перелётными птицами.
- Тибетский бонский монастырь Нарши-Гомпа, основанный в XII веке.
- Тибетский буддийский монастырь Кирти-Гомпа, основанный в XV веке.

Также активно развиваются пешие походы, альпинизм и сплав по горным рекам. 

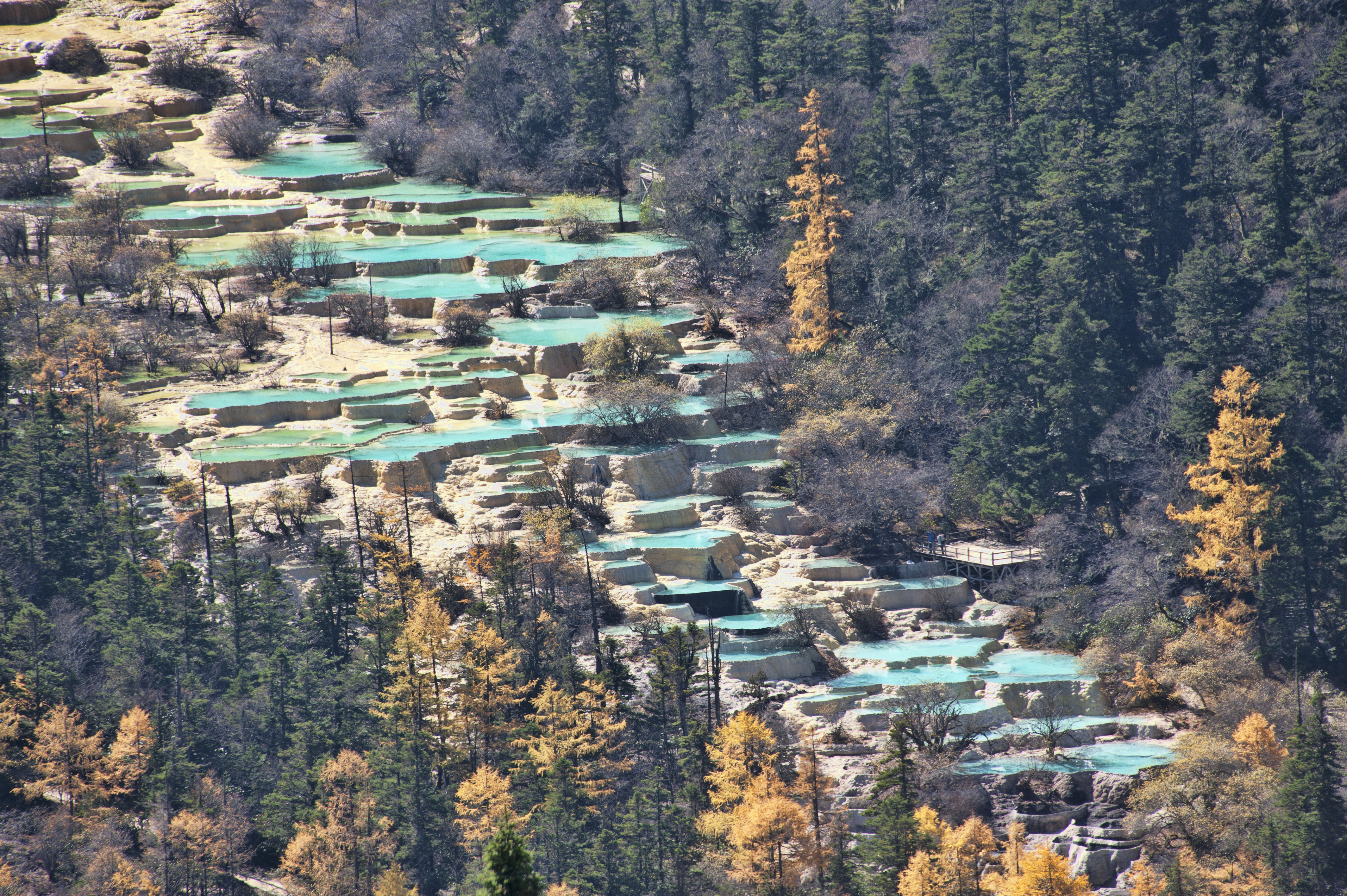
Хуанлун
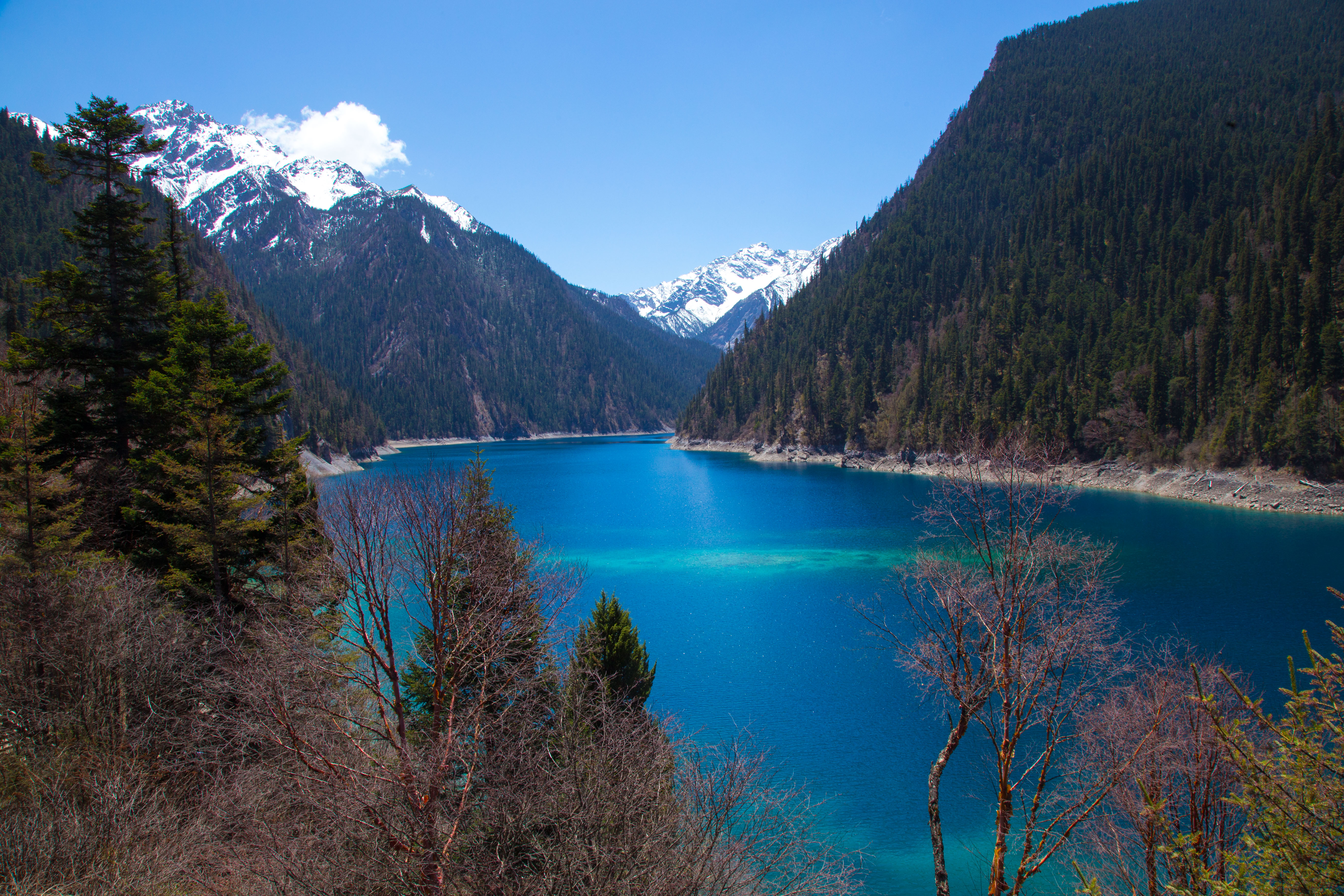
Цзючжайгоу
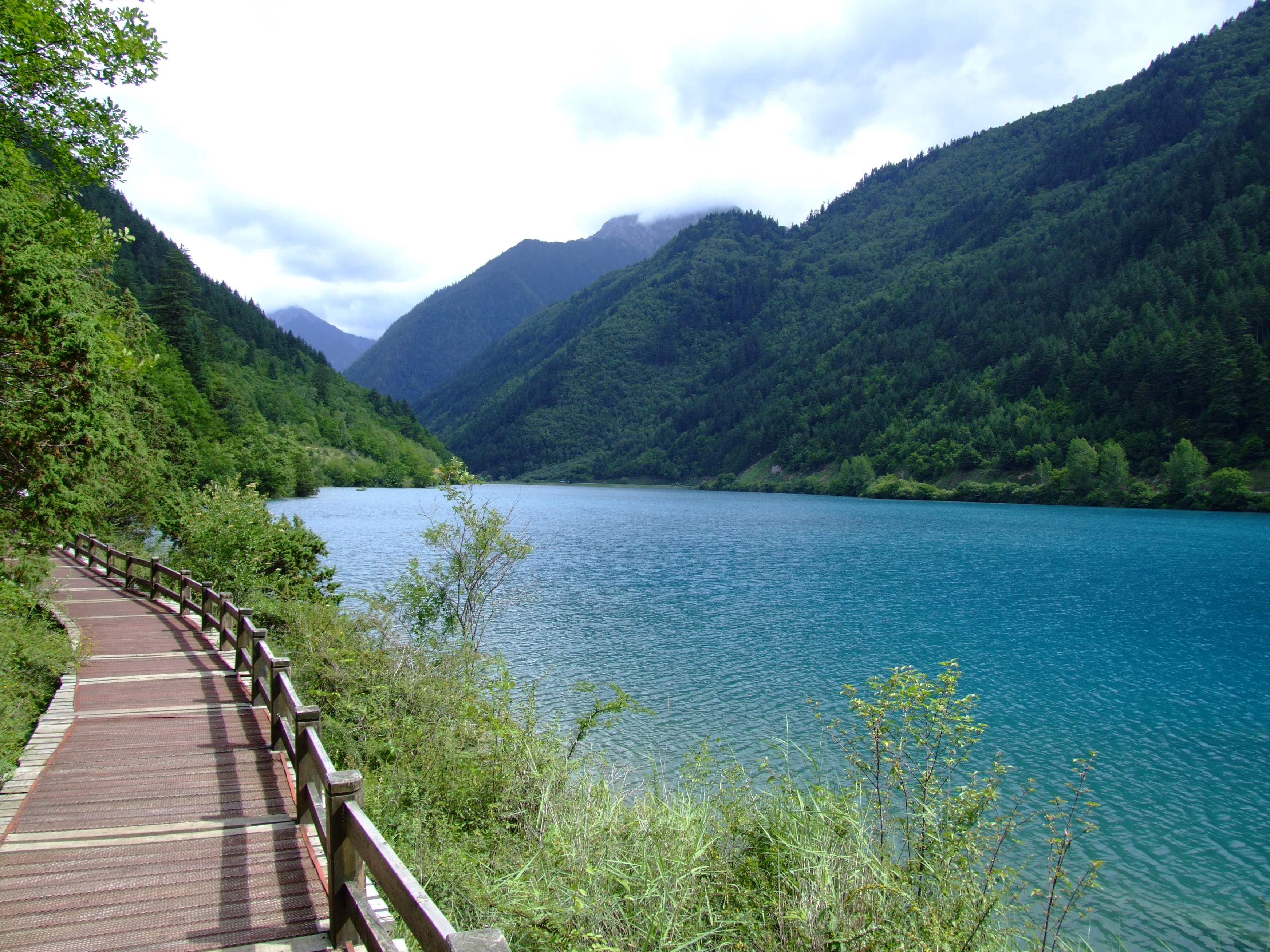
Цзючжайгоу
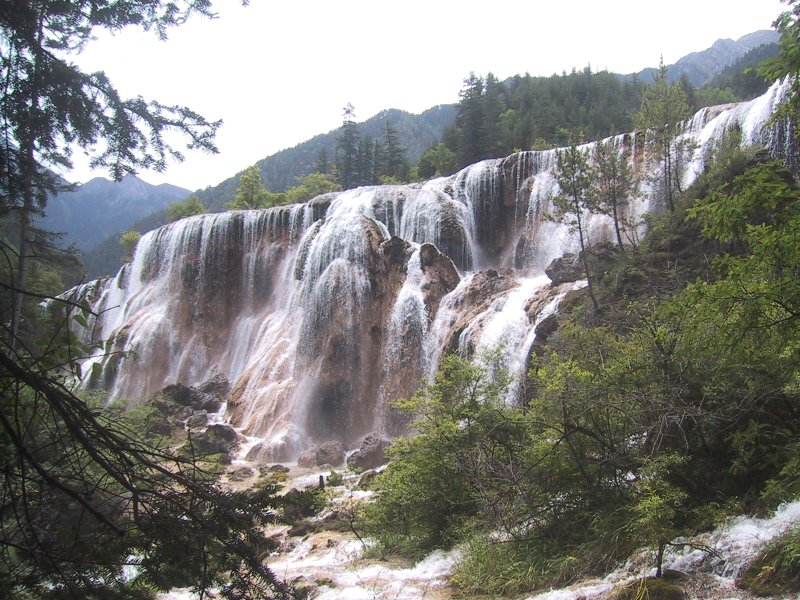
Цзючжайгоу
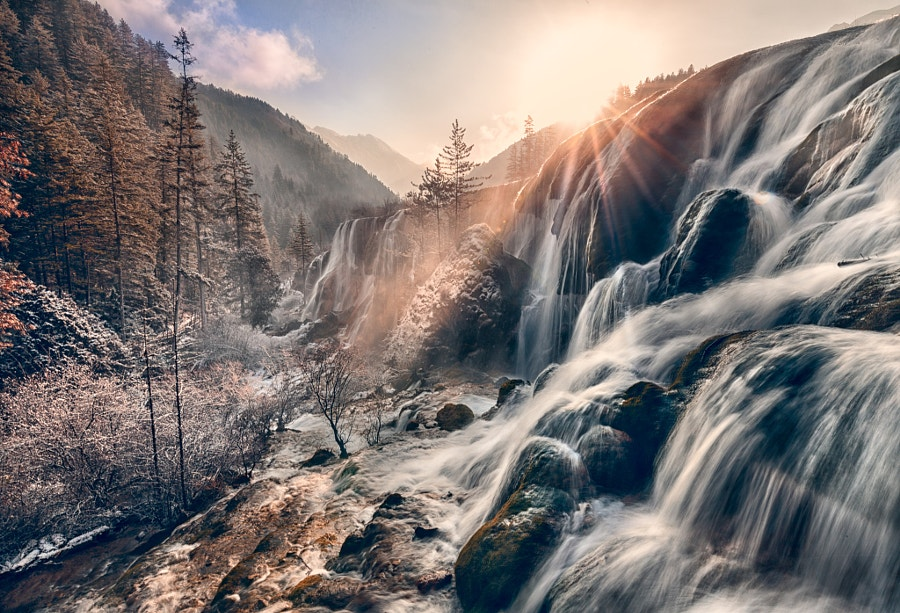
Цзючжайгоу
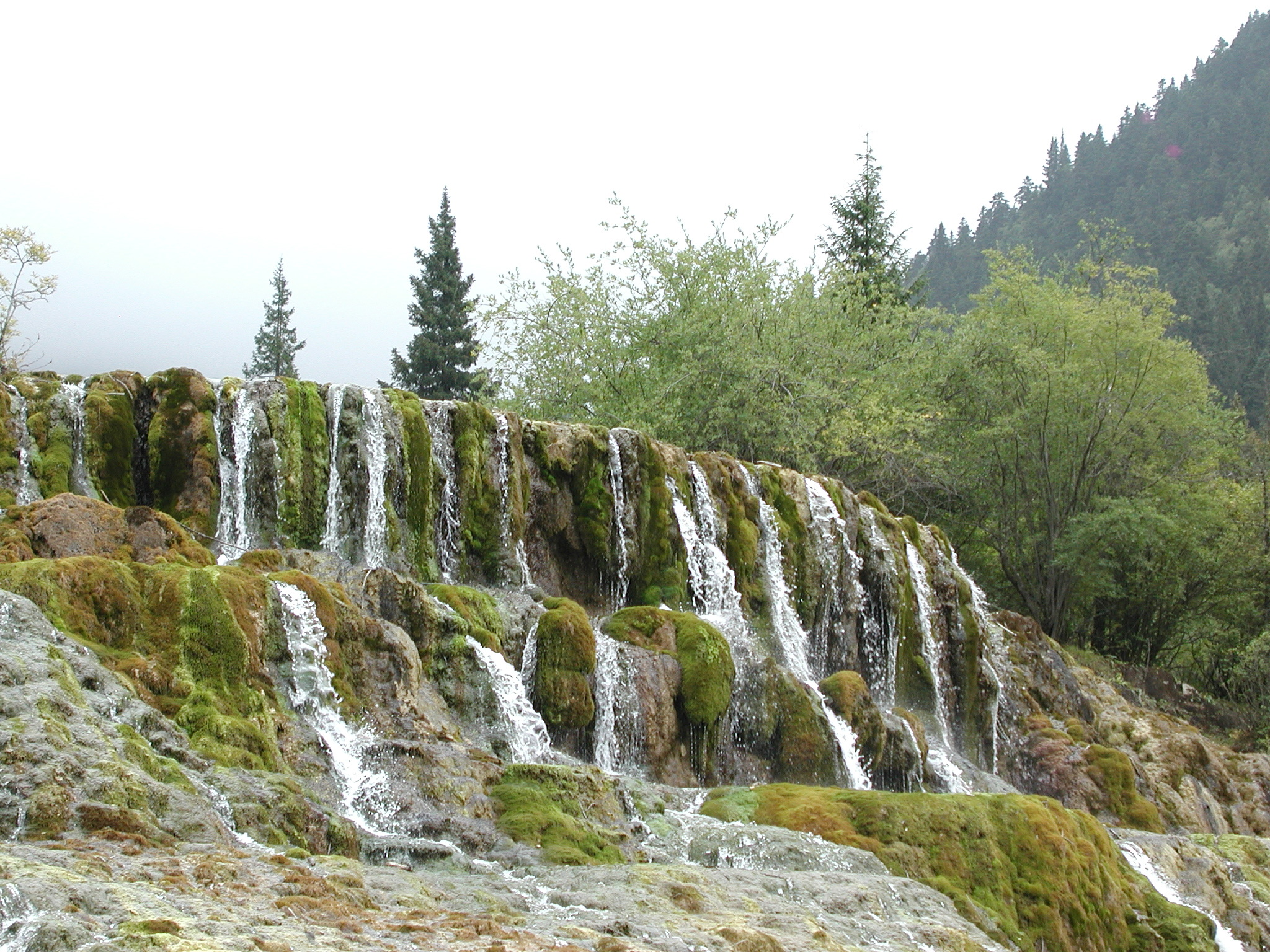
Хуанлун
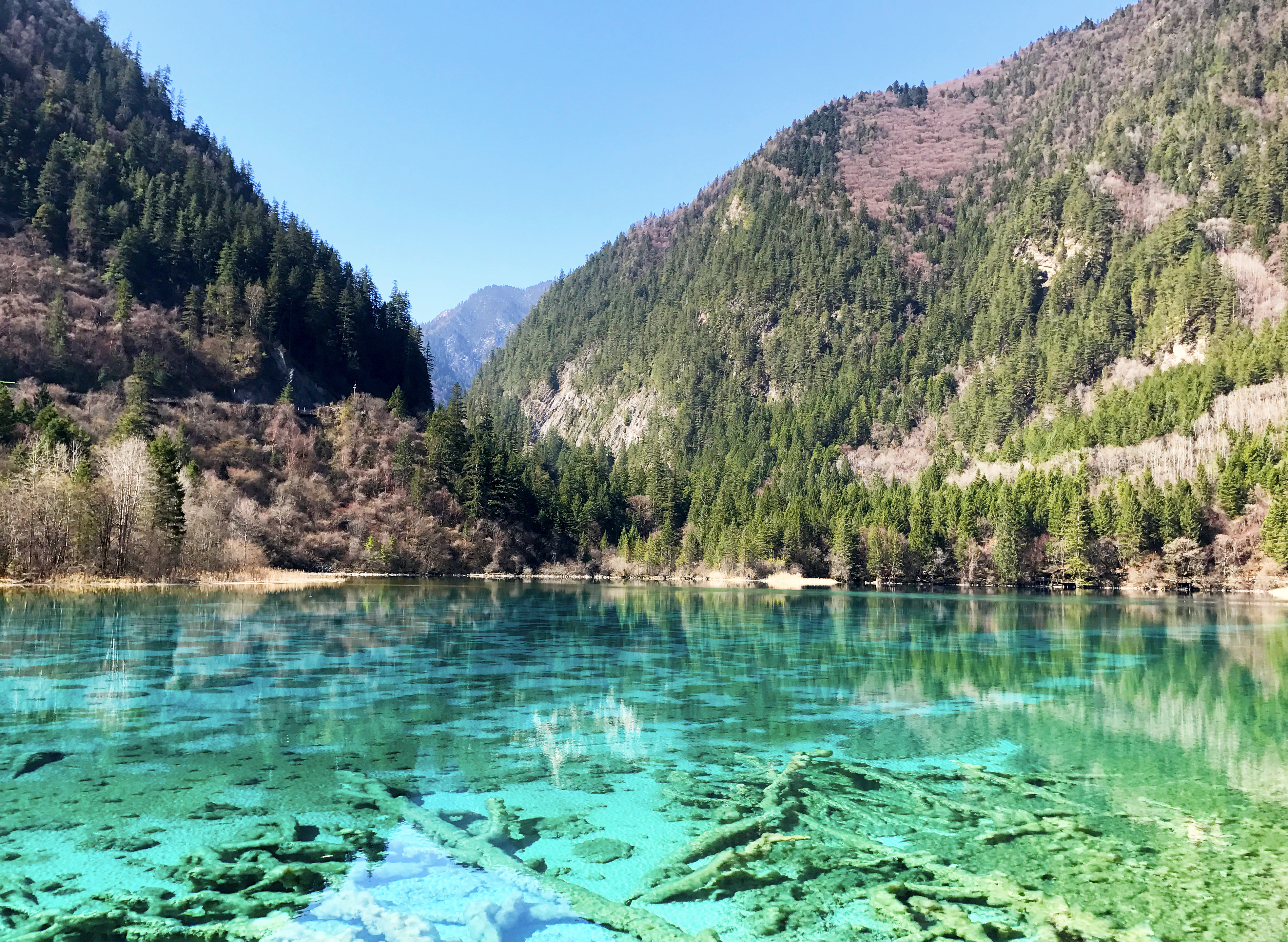
Цзючжайгоу
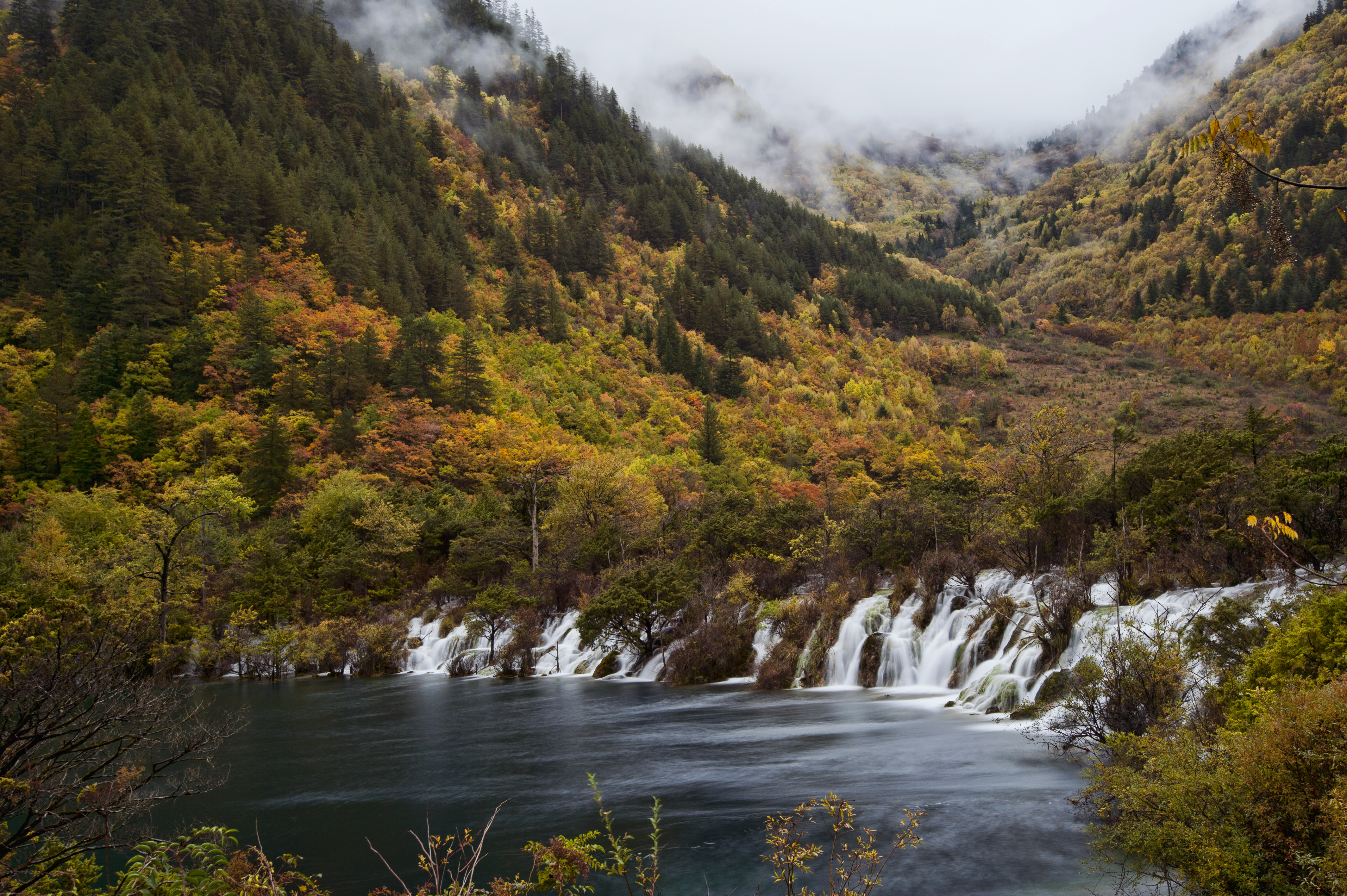
Цзючжайгоу
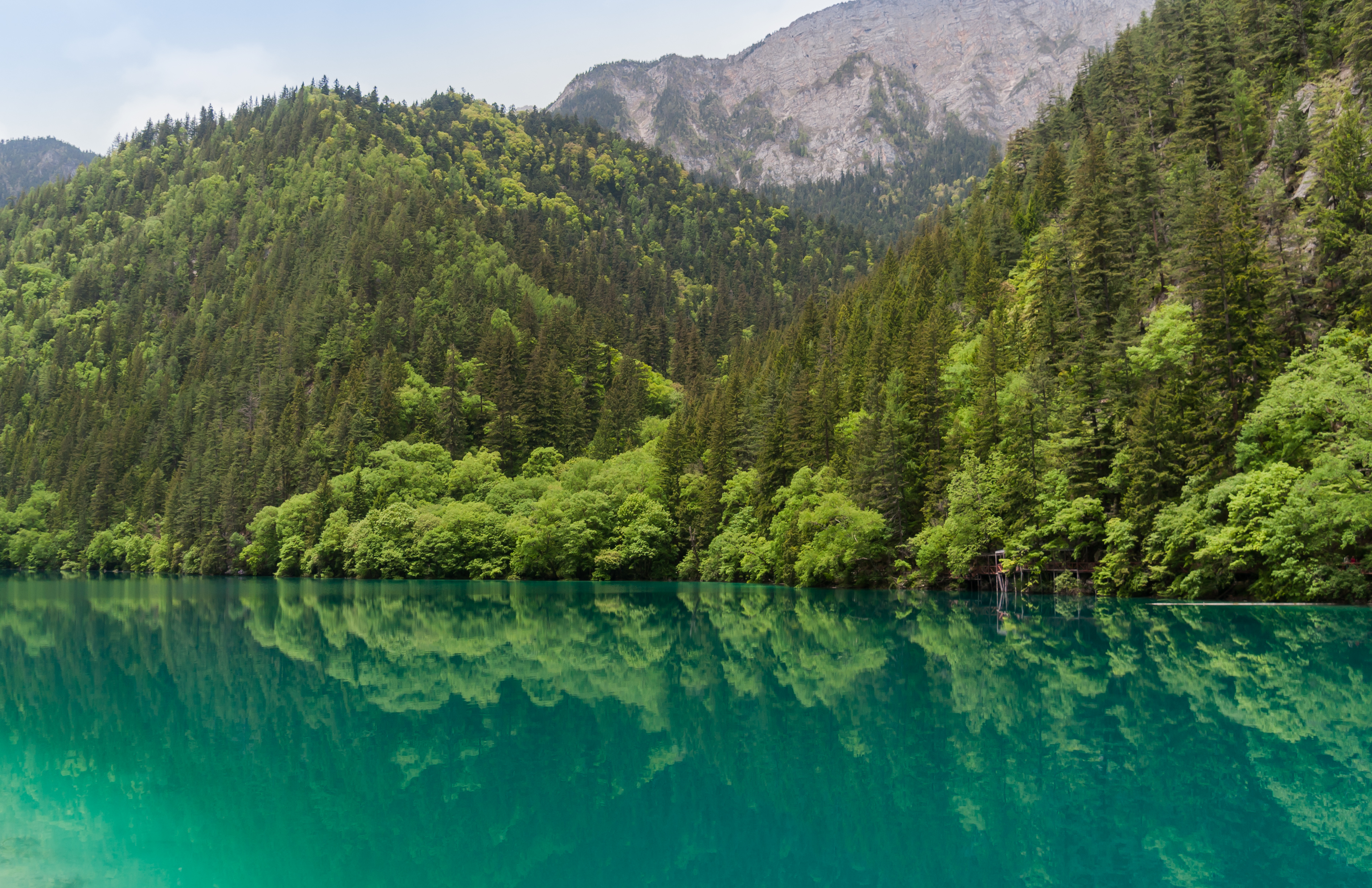
Цзючжайгоу
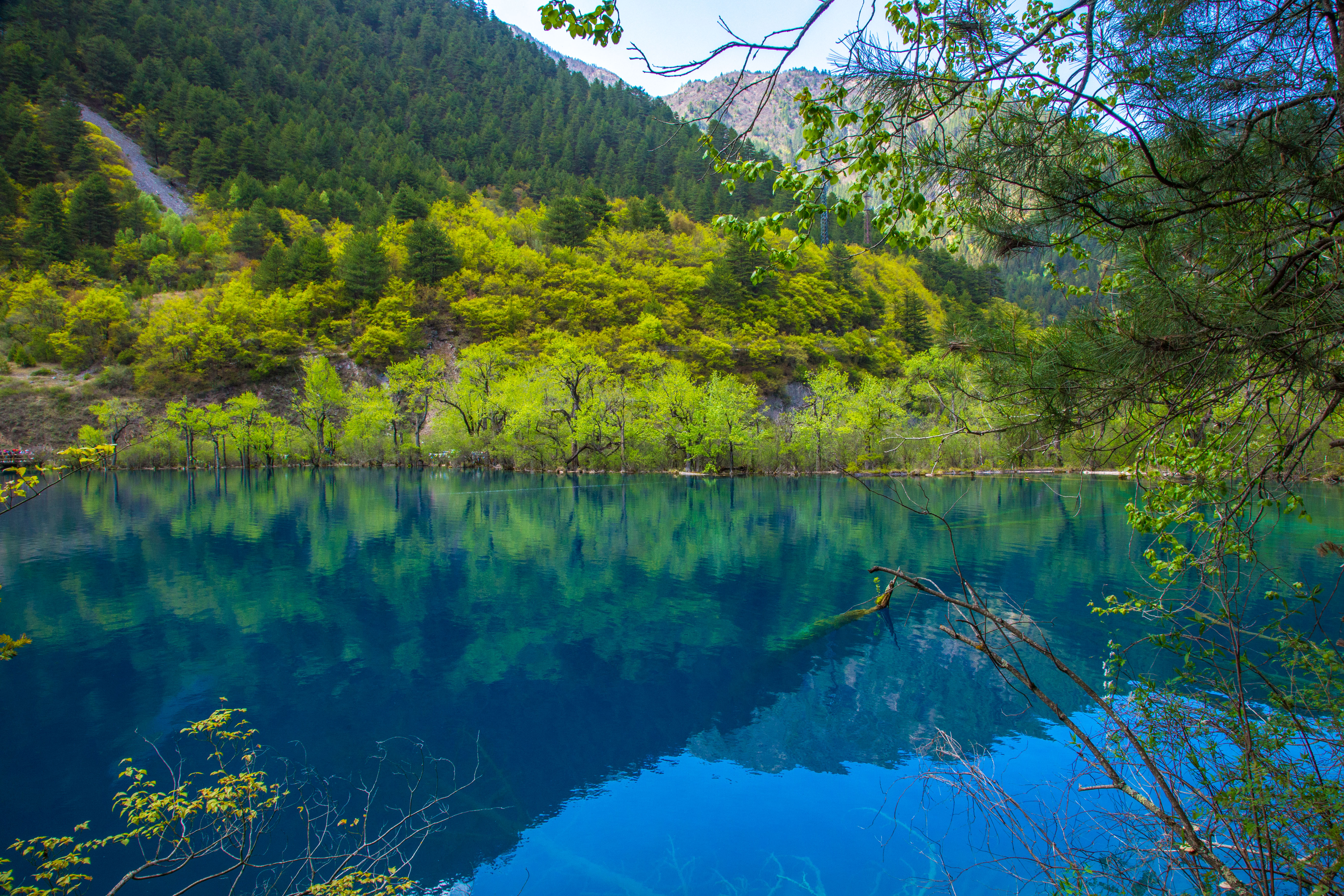
Цзючжайгоу
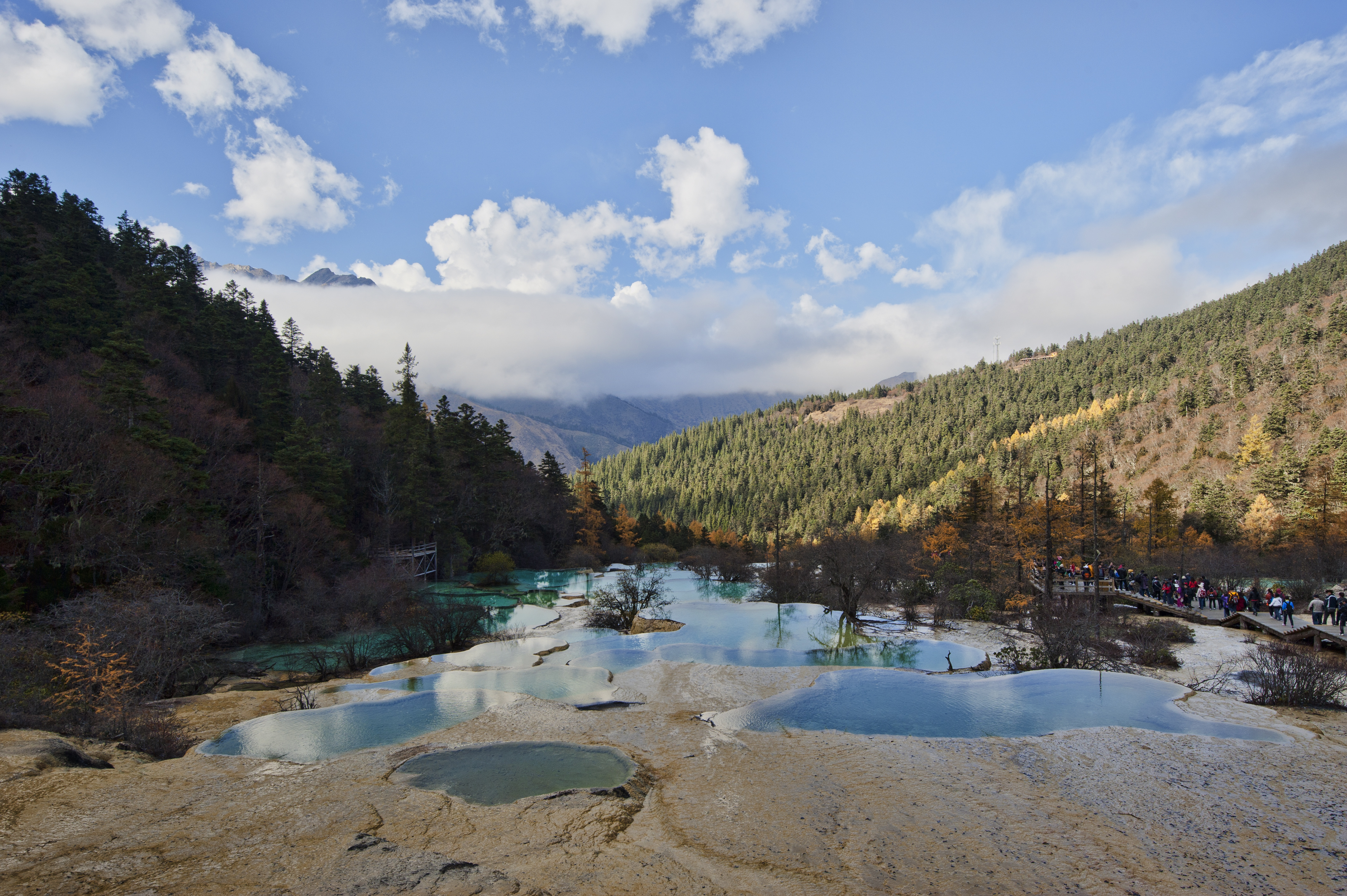
Хуанлун
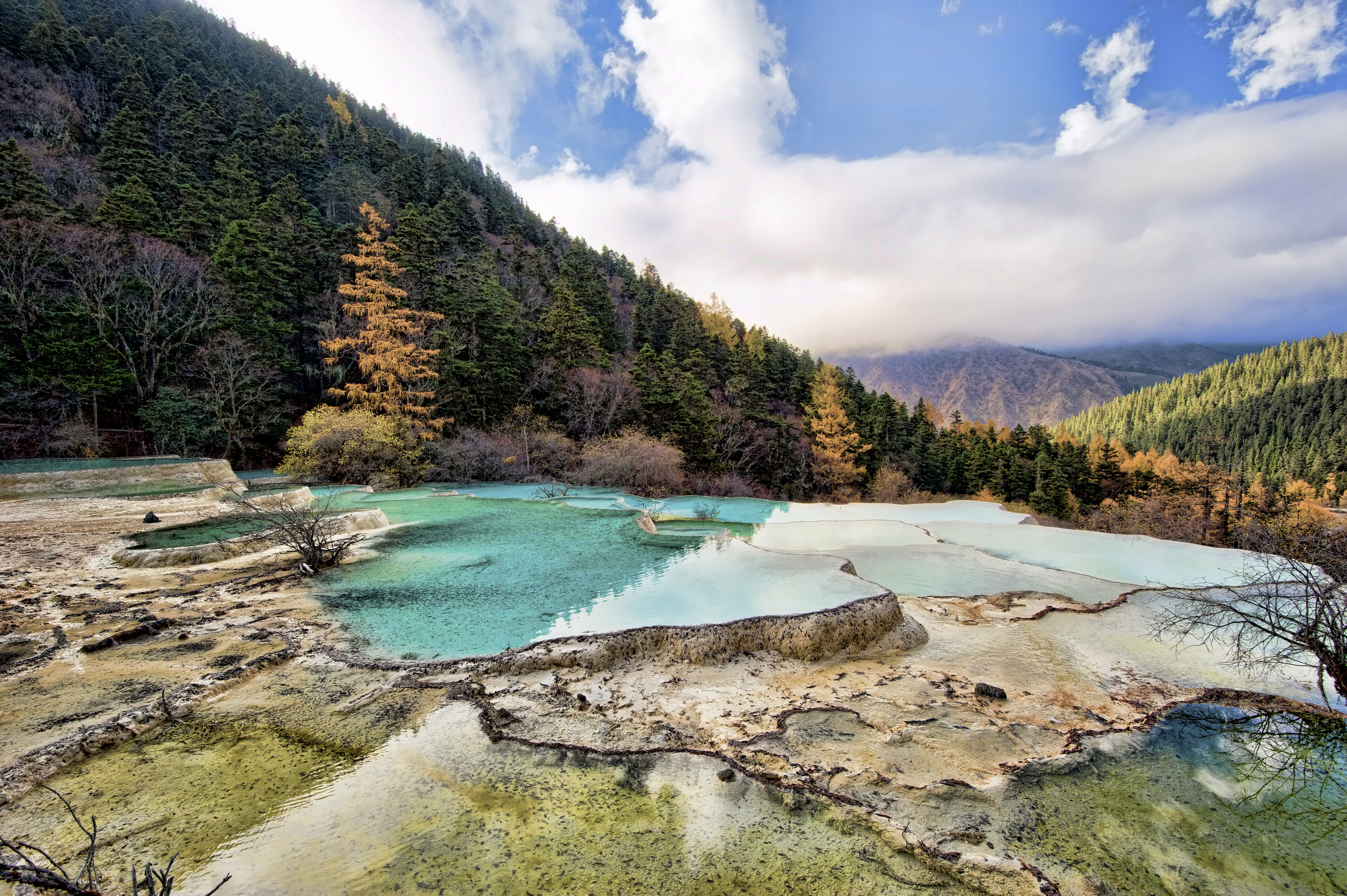
Хуанлун

## Транспорт

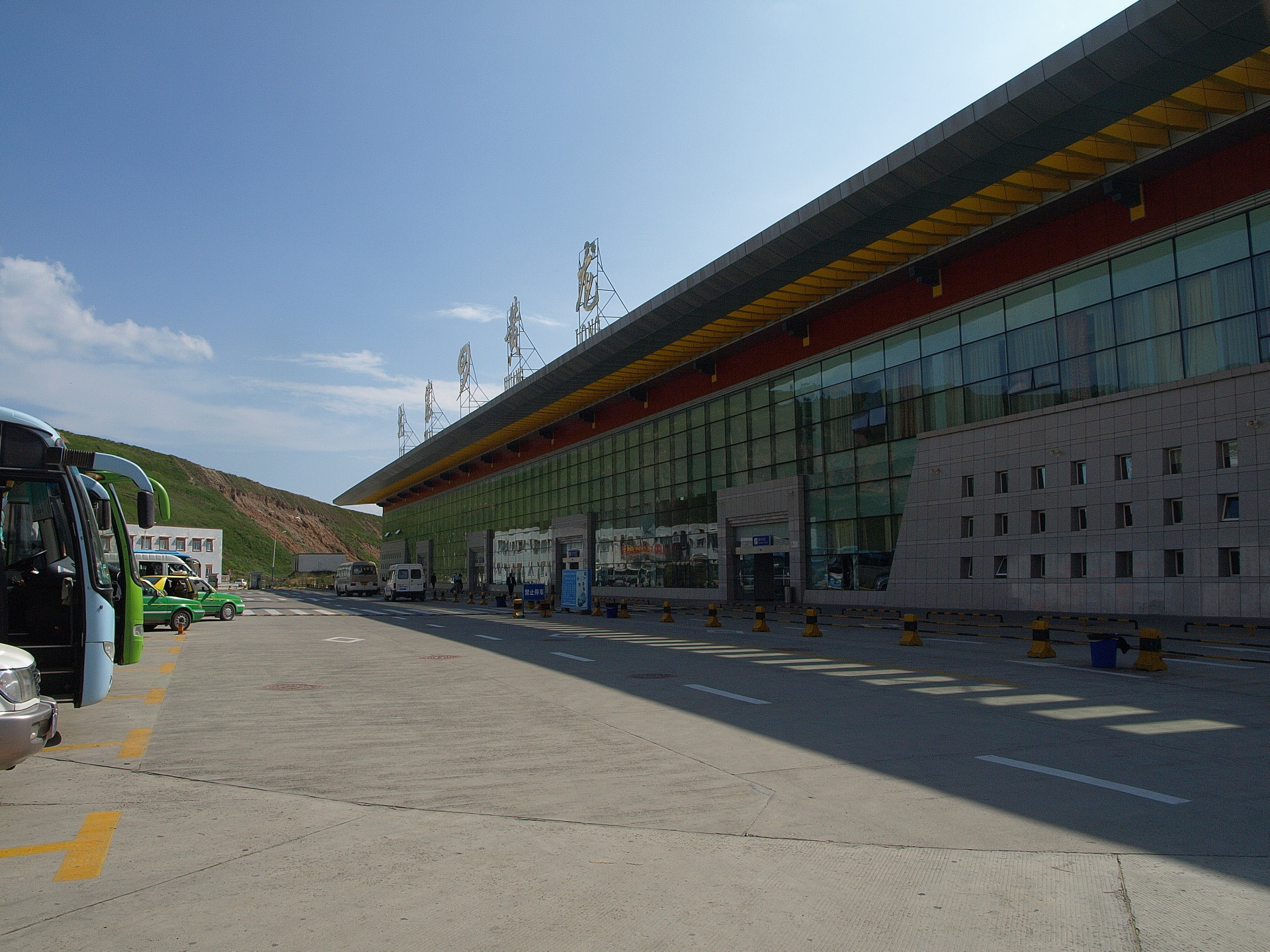
Аэропорт Цзючжай

В горных районах имеется сеть канатных дорог, проложенных к туристическим локациям. 

### Авиационный
- Аэропорт Цзючжайгоу-Хуанлун расположен в уезде Сунгчу на высоте 3448 метров над уровнем моря. Открылся в сентябре 2003 года.
- Аэропорт Хунъюань расположен в уезде Хунъюань на высоте 3535 метров над уровнем моря. Открылся в августе 2014 года.

### Автомобильный
Через территорию округа проходят национальные шоссе Годао 213 (Эдзин-Ци — Мынла), Годао 317 (Чэнду — Сэни) и Годао 350 (Личуань — Джагго). Имеется разветвлённая сеть автобусных маршрутов.

## Культура

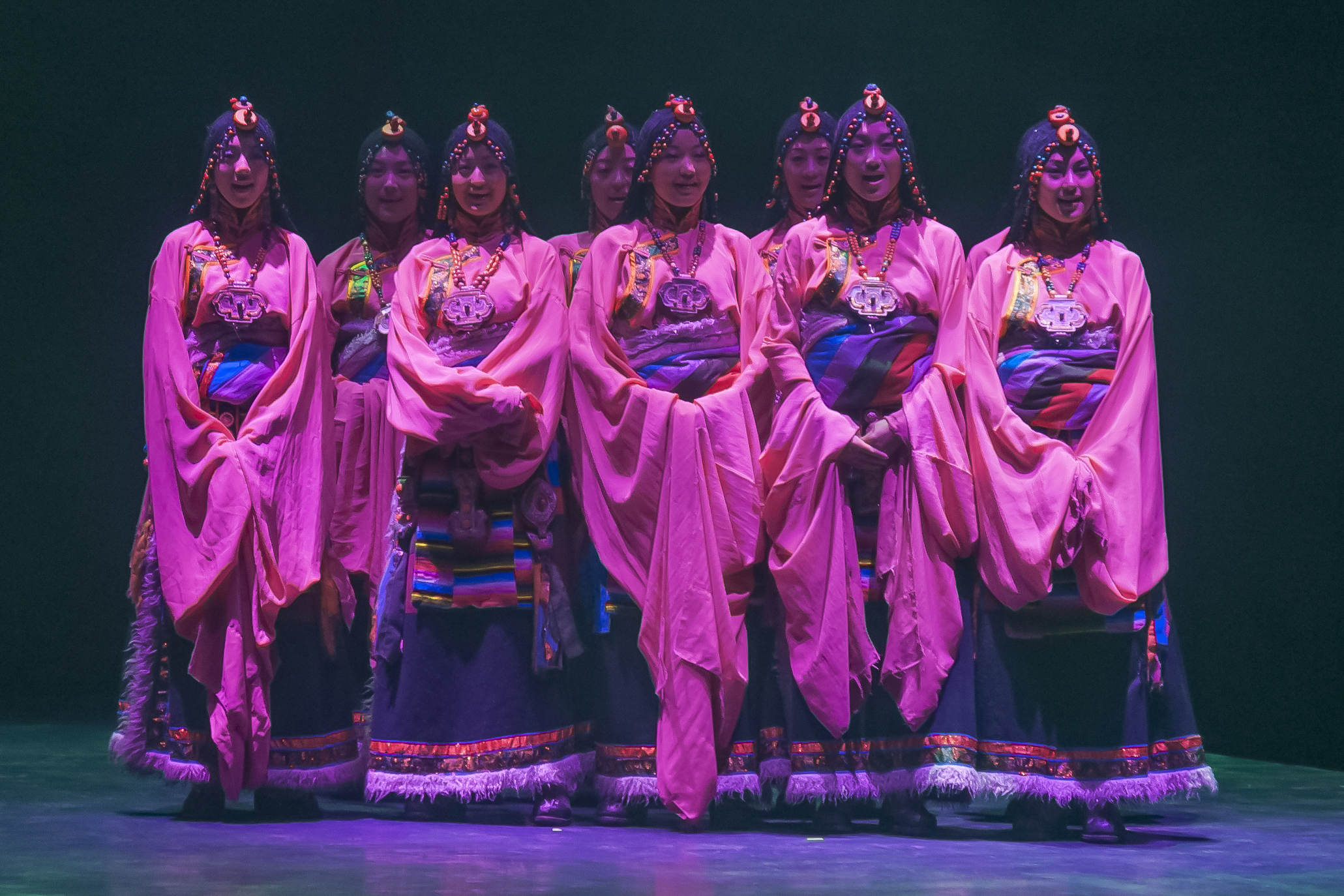
Тибетский театр в Цзючжайгоу

В округе сохраняются образцы традиционной тибетской архитектуры, в том числе деревянные дома, каменные монастыри, ступы и буддийские святилища. Имеется тибетская фольклорная театральная трупа в Цзючжайгоу, ориентированная на приезжих туристов.

## Образование
Китайские власти продвигают в округе образование на китайском языке, охватывая все городки и деревни государственными школами и библиотеками.